# Артур Гей
Артур Гей, 9-й маркіз Твіддейл і віконт Волден (англ. Arthur Hay; 1824—1878) — шотландський військовик та орнітолог.

## Біографія
Народився у помісті Yester House в області Східний Лотіан у Шотландії у сім'ї Джорджа Гея, 8-го маркіза Твіддейла та його дружини леді Сьюзан Монтег. Навчався Артур в Лейпцизі та Женеві.
Воював у складі британської армії в Індії та Криму. Дослужився до звання полковника (1860). У 1876 році він успадкував від батька титул віконта.
У 1868 році став президентом Зоологічного товариства Лондона. Йому належала величезна колекція птахів, комах, плазунів та ссавців. Його колекція, що складається з понад 20 000 екземплярів зберігається в Британському музеї.